# Bahno (Černíny)
Bahno (německy Bachno) je vesnice, část obce Černíny v okrese Kutná Hora. Nachází se asi 3,5 kilometru severovýchodně od Černín. K místní části Bahno patří i osada Bahýnko, nacházející se asi kilometr západně od Bahna. Mezi Bahnem a Bahýnkem pramení Krasoňovický potok. Přes Bahýnko protéká Vrchlice a stéká se zde s ramenem Předbořického potoka. Kolem Bahýnka prochází železniční trať Kutná Hora – Zruč nad Sázavou a má zde zastávku Bahno. Od železniční zastávky vede modře značená turistická značená cesta přes Bahýnko do Zbraslavic.
Bahno je také název katastrálního území o rozloze 4,03 km². V katastrálním území Bahno leží i Krasoňovice.

## Historie
První písemná zmínka o vesnici pochází z roku 1388.
V letech 1850–1950 byla samostatnou obcí a od roku 1961 se vesnice stala součástí obce Černíny.

## Pamětihodnosti
- Kaplička vedle budovy bývalé základní školy
- Stodola u čp. 16 (kulturní památka)

## Fotogalerie

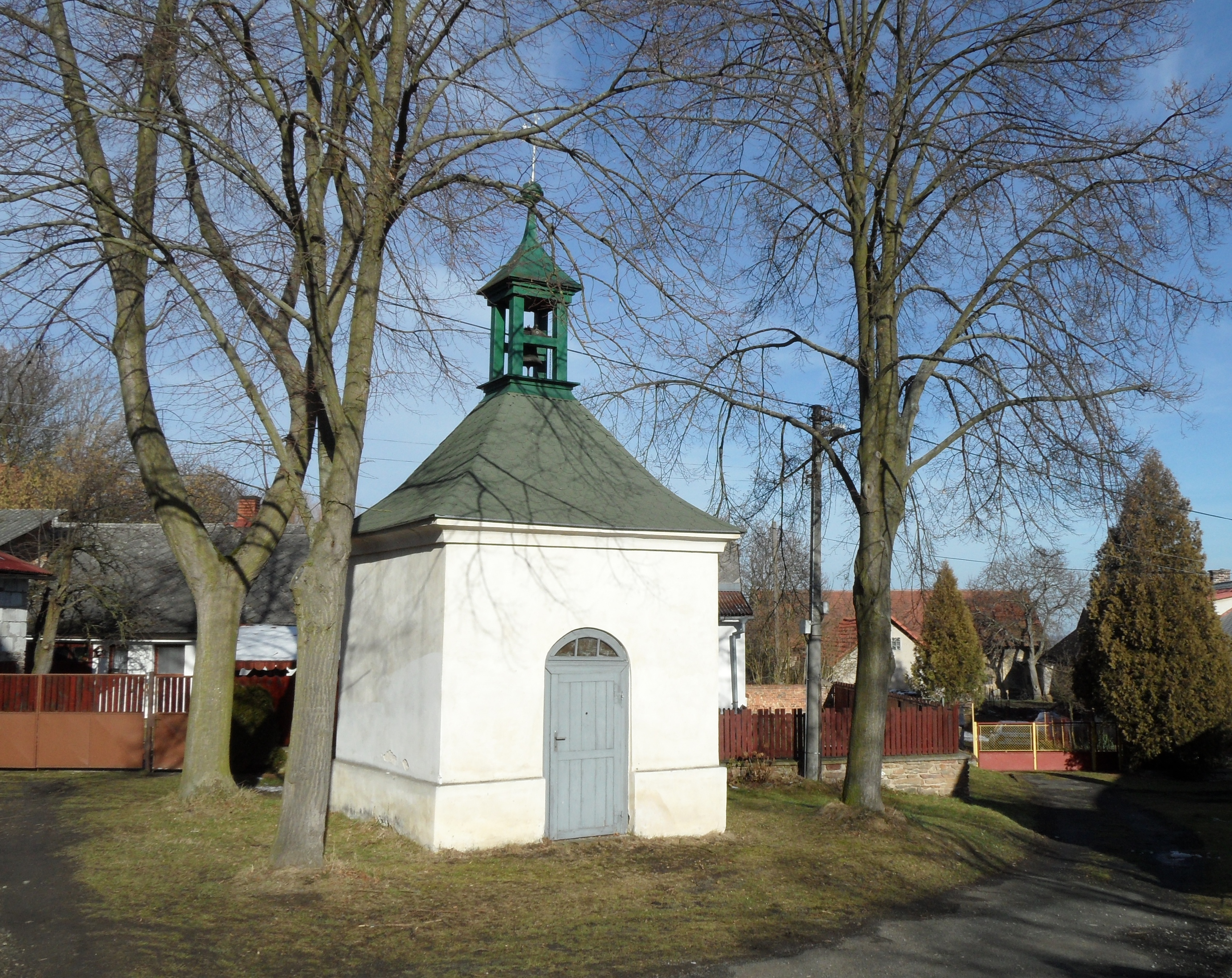
Kaplička vedle budovy bývalé školy
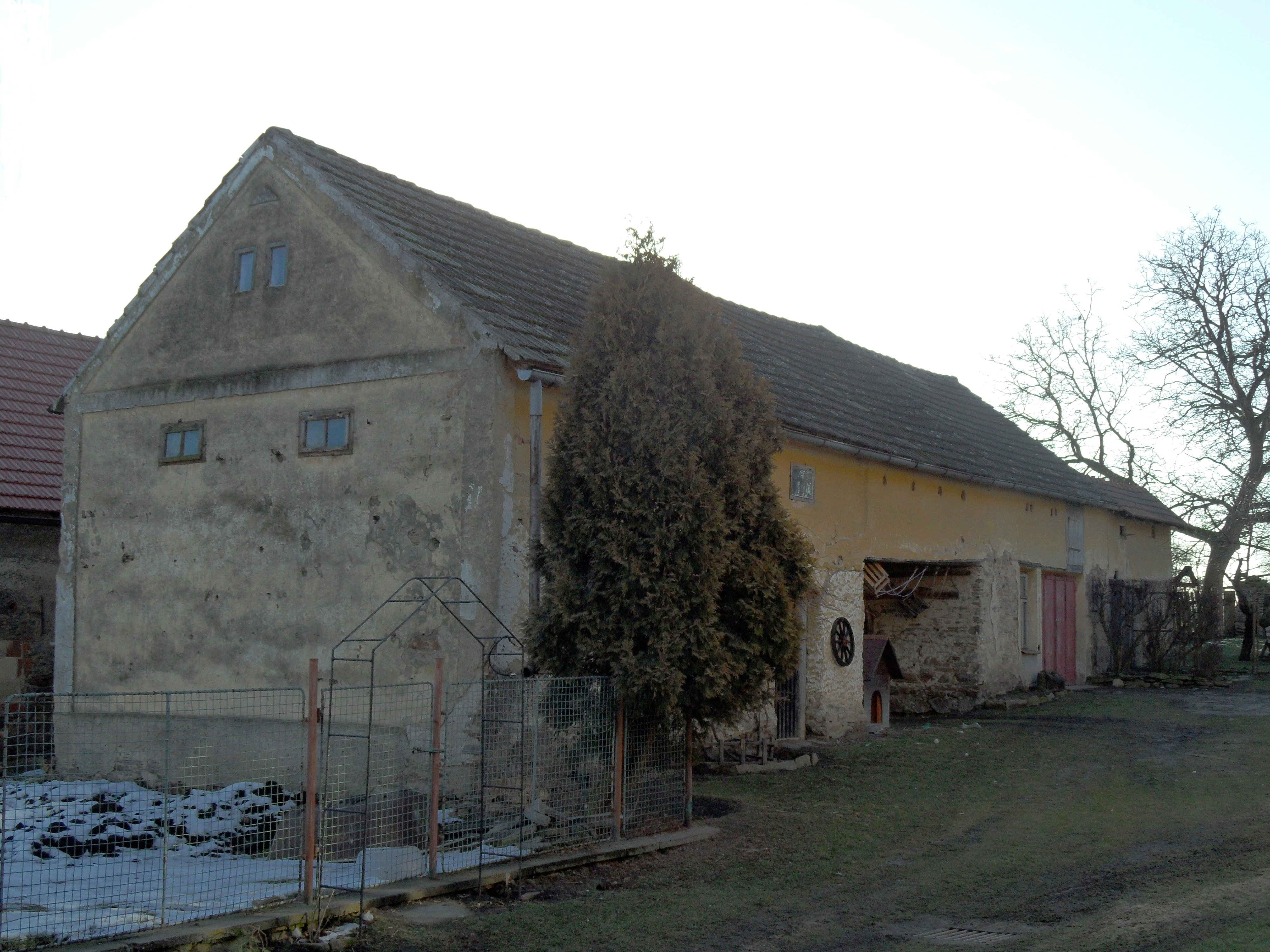
Památkově chráněná stodola u čp. 16
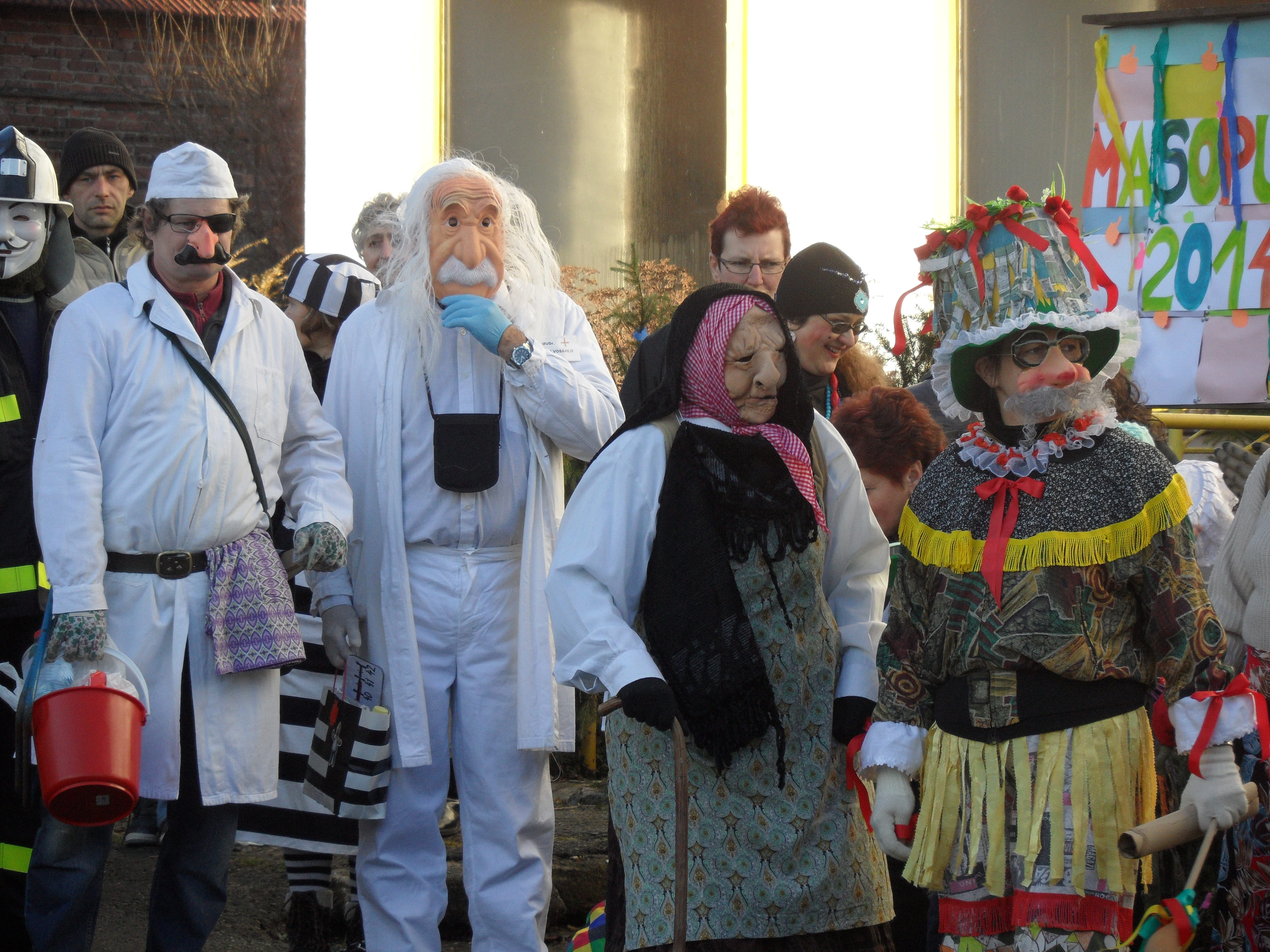
Masopust: průvod masek obchází vesnici
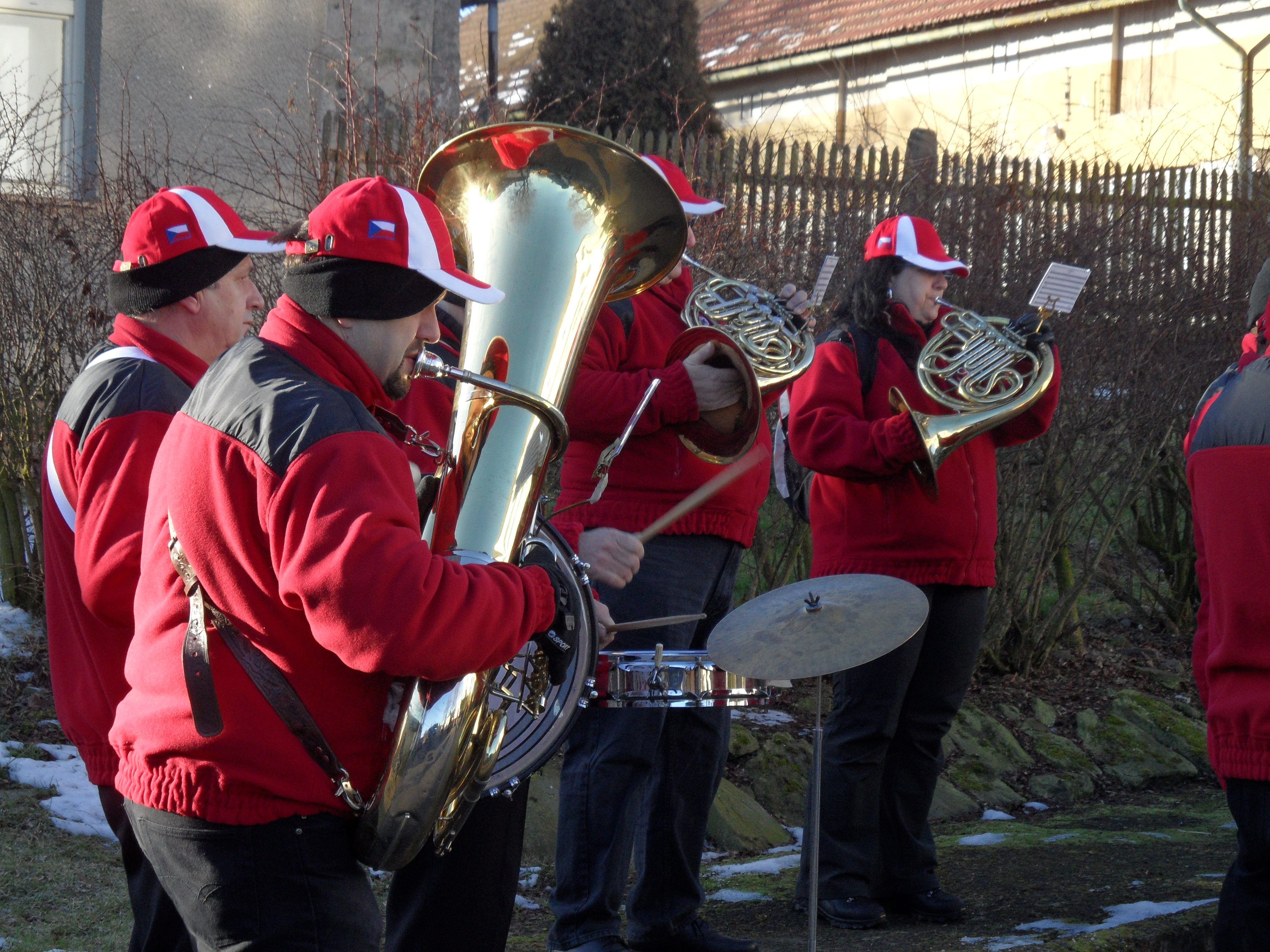
Masopust: doprovodná kapela